# Manuell
Manuell (av lat. manus, "hand") innebär att en process utförs "för hand", med hjälp av erforderliga redskap, men sällan med maskiner som utför den huvudsakliga arbetsprocessen.
Dock inräknas inte borrar, svarvar och fräsar i gruppen maskiner i detta fall, en slöjdare (eller hantverkare) arbetar manuellt även om maskiner tas till hjälp.
Även vissa vävmaskiner (mekaniserade vävstolar) är undantagna och dess produkter räknas till den hantverksmässigt framställda hemslöjden, till exempel viss produktion av linnetyger. Vilka som ingår och vilka som inte kan omfattas av begreppet manuell produktion är odefinierat i vetenskapliga termer, men hemslöjdens organisationer avgör vad som får ingå i produktsortimentet.